# Diana Jorgova
Diana Christova Jorgova (in bulgaro Диана Христова Йоргова?; Loveč, 9 luglio 1942) è un'ex lunghista bulgara.

## Biografia
Nel 1961 conquistò la sua prima medaglia in una manifestazione internazionale: l'argento alle Universiadi di Sofia nel salto in lungo.
Nel 1964 prese parte ai Giochi olimpici di Tokyo, dove si classificò sesta. Due anni più tardi, ai campionati europei di atletica leggera di Budapest 1966 si aggiudicò la medaglia d'argento. Torno agli Europei di Atene 1969, dove, sempre nel salto in lungo, si classificò quarta.
Nel 1972, ai Giochi olimpici di Monaco di Baviera fu medaglia d'argento nel salto in lungo e partecipò anche alla staffetta 4×100 metri, finendo la gara alle batterie di qualificazione.
Nel 1973 fu medaglia d'oro nel salto in lungo ai campionati europei di atletica leggera indoor di Rotterdam.

## Palmarès
| Anno | Manifestazione  | Sede      | Evento         | Risultato | Prestazione | Note                          |
| ---- | --------------- | --------- | -------------- | --------- | ----------- | ----------------------------- |
| 1961 | Universiadi     | Sofia     | Salto in lungo | Argento   | 6,12 m      |                               |
| 1964 | Giochi olimpici | Tokyo     | Salto in lungo | 6ª        | 6,24 m      |                               |
| 1966 | Europei         | Budapest  | Salto in lungo | Argento   | 6,45 m      |                               |
| 1969 | Europei         | Atene     | Salto in lungo | 4ª        | 6,31 m      |                               |
| 1972 | Giochi olimpici | Monaco    | Salto in lungo | Argento   | 6,77 m      | Miglior prestazione personale |
| 1972 | Giochi olimpici | Monaco    | 4×100 m        | Batteria  | 43"95       |                               |
| 1973 | Europei indoor  | Rotterdam | Salto in lungo | Oro       | 6,45 m      |                               |